# Stakiai
Stakiai is een plaats in het Litouwse district Tauragė. De plaats telt 241 inwoners (2001).